# Golden triangle (universidades)
O Triângulo Dourado (do inglês: Golden Triangle) é uma denominação não oficial do conjunto das universidades britânicas mais prestigiadas, que se encontram nas cidades de Oxford, Cambridge e Londres.
A Universidade de Oxford e a Universidade de Cambridge, denominadas, juntas, Oxbridge, formam dois vértices do triângulo. O terceiro é formado por quatro universidades londrinas: University College London, King's College de Londres e London School of Economics, que fazem parte da Universidade de Londres; e o Imperial College London, independente da mesma. Estas instituições estão entre as que mais recebem verbas para pesquisa entre todas as universidades britânicas.

## Rankings

### Mundial
| Universidade               | ARWU (2015) | QS (2015) | THES (2015) |
| -------------------------- | ----------- | --------- | ----------- |
| Universidade de Cambridge  | 5           | 3         | 4           |
| Universidade de Oxford     | 10          | 6         | 2           |
| University College London  | 18          | 7         | 14          |
| Imperial College London    | 23          | 8         | 8           |
| King's College de Londres  | 55          | 19        | 27          |
| London School of Economics | 101–150     | 35        | 23          |

### Britânico
| Universidade               | Complete (2016) | Guardian (2016) | The Sunday Times (2013) | The Times (2016) |
| -------------------------- | --------------- | --------------- | ----------------------- | ---------------- |
| Universidade de Cambridge  | 1               | 1               | 1                       | 1                |
| Universidade de Oxford     | 2               | 2               | 2                       | 2                |
| University College London  | 13              | 12              | 13                      | 10               |
| Imperial College London    | 4               | 8               | 8                       | 3                |
| King's College de Londres  | 23              | 36              | 30                      | 27               |
| London School of Economics | 3               | 13              | 6                       | 9                |

## Orçamento anual para pesquisa
|    | Universidade               | Orçamento anual (em milhares de £) |
| 1  | Universidade de Oxford     | 376,700                            |
| 2  | Imperial College London    | 299,200                            |
| 3  | Universidade de Cambridge  | 283,700                            |
| 4  | University College London  | 283,383a                           |
| 5  | University of Manchester   | 196,242                            |
| 6  | University of Edinburgh    | 180,990                            |
| 7  | King's College de Londres  | 147,099                            |
| 8  | Universidade de Glasgow    | 128,047                            |
| 9  | University of Leeds        | 123,975                            |
| 10 | University of Liverpool    | 110,400                            |
|    | London School of Economics | 24,068                             |